# The Million Pound Drop Live
『The Million Pound Drop Live』（ザ・ミリオン・ポンド・ドロップ・ライブ）は、イギリスのチャンネル4で2010年5月24日から放送されているクイズ番組である。
著作権者はエンデモル（オランダ）。アメリカ・ヨーロッパなど世界30か国でフォーマットされている。

## イギリス版ルール（基本フォーマット）
- MCは女性司会者のダヴィーナ・マッコール。
- 出場者はペアで挑戦。挑戦者にはスタート時に1束50ポンド紙幣500枚（2万5000ポンド分）の束を40束、総額100万ポンドが与えられる。
- 問題は択一となっており、正解だと思う所持金を乗せてベットする。自信がない場合は複数の選択肢に賭けても構わないが、必ず1つ以上空きを作らなければならない。また、所持金は全てベットしなければならない。
- 不正解にベットした選択肢の札束は、台が開いて舞台の奈落に落とされ没収となる。正解の選択肢の金額分だけ次の問題に持ち越すことができる。
- 1問目から4問目までは4択、5問目から7問目までは3択、最終問題は2択となる。制限時間は1問につき1分。
- 最終問題も上記のルールが適用されるため、必然的にどちらか一方の選択肢に全ての所持金を賭けることになる。正解ならば残した賞金全額を獲得、不正解なら賞金は全額没収となる。
- なおイギリス版はタイトルに『Live』とあるとおり、原則として生放送である。

## アメリカ版
2010年12月20日に「Million Dollar Money Drop」として放送開始。司会は俳優のケヴィン・ポラックが務めた。
賞金は1束20ドル紙幣1000枚の2万ドル×50束の100万ドルで行われた。1問ごとに2つのキーワードが提示され、そのどちらかを選んで、そのキーワードに関する問題に答える。第1問～第3問が4択、第4問～第6問が3択、第7問（最終問題）が2択となっている。制限時間は4択が60秒、3択が75秒、最終問題は無制限となる。
しかし、第1回目の出場者のクイズの答えに疑惑が浮上した。内容は「店舗で売り出されたのが一番早かった商品はMacintoshのコンピュータ、ソニーのウォークマン、ポストイットのどれか？」という問題で、出場者はポストイットを答えとして選択したがソニーのウォークマンが正解と表示された。しかし放送終了後にフィナンシャル・タイムズに掲載されたポストイットの製作者のインタビュー記事が発見され、ポストイットの発売がウォークマンの発売より早かったことが判明した。
番組制作者がポストイットの販売元である3Mに確認し、改めてポストイットの発売がウォークマンの発売より早かったことが明らかになったため、番組のエクゼクティブプロデューサーは番組の不手際を認め謝罪した。
この問題がアメリカABC『グッド・モーニング・アメリカ』などのニュース番組で取り上げられたことによりアメリカ全土を巻き込む大騒動となり、結局3か月で番組は打ち切りとなった。

## 日本版
2012年2月20日放送の『世界まる見え!テレビ特捜部』（日本テレビ系列）で、アメリカ版の模様が放送された。
その後、日本版の番組として、TBSテレビで2012年10月31日の19:00 - 20:54（水トク!枠）と2013年1月10日の20:57 - 22:48に、『2000万円落下クイズ!マネードロップ』（にせんまんえんらっかクイズマネードロップ）と題して放送された。司会はユースケ・サンタマリア。芸能人（とその家族）が参加する形式となっている。
正式ライセンス番組の証として、番組最後に、プロダクション「エンデモル」のロゴが（スタッフロールとは別に）クレジットされる。
第1回ルール
挑戦者には1束1000円札500枚の50万円×40束、2000万円が用意される。制限時間はイギリス版の全問1分。問題数はアメリカ版の7問（1問目 - 3問目が4択、4問目 - 6問目が3択、最終問題が2択）に準ずる。なお、賞金2000万円は公正取引委員会による規制撤廃後では、『スーパー$ミリオネア』と並ぶ日本のクイズ番組史上最高賞金タイとなっていた。しかし、2021年6月29日に同局のクイズ番組である『クイズ!倍買』の2560万円が最高額となったため、現在は2位タイとなっている。
また、7問中1問のみ「クイックチェンジ」を行使することができる。行使するとさらに30秒間札束を置く場所を考えることができる。
結果
| 挑戦者            | Q1         | Q2         | Q3         | Q4         | Q5         | Q6         | Q7         | 獲得賞金 |
| ----------------- | ---------- | ---------- | ---------- | ---------- | ---------- | ---------- | ---------- | -------- |
| 花田虎上夫妻      | 2000万     | 2000万     | 1200万     | 600万      | 300万      | 150万      | 0円        | 0円      |
| 花田虎上夫妻      | 全額キープ | 全額キープ | 800万没収  | 600万没収  | 300万没収  | 150万没収  | 150万没収  | 0円      |
| 瀧本美織 財前直見 | 2000万     | 1450万     | 700万      | 450万      | 100万      | 0円        |            | 0円      |
| 瀧本美織 財前直見 | 全額キープ | 650万没収  | 750万没収  | 250万没収  | 350万没収  | 100万没収  |            | 0円      |
| ローラ 福田彩乃   | 2000万     | 2000万     | 0円        |            |            |            |            | 0円      |
| ローラ 福田彩乃   | 全額キープ | 全額キープ | 2000万没収 |            |            |            |            | 0円      |
| 千原兄弟          | 2000万     | 2000万     | 2000万     | 2000万     | 2000万     | 2000万     | 0円        | 0円      |
| 千原兄弟          | 全額キープ | 全額キープ | 全額キープ | 全額キープ | 全額キープ | 全額キープ | 2000万没収 | 0円      |

千原兄弟が達成した「最終問題に全額を持って挑戦」は、全世界で3例目となった。
第2回ルール
用意される賞金は前回同様50万円×40束の2000万円。問題数は4択3問、3択2問、最終問題の2択1問の6問に減らされた。クイックチェンジは廃止されている。また、今回は賞金以外のギャランティが一切発生しない（つまり賞金=今回のギャラ）。
今回では挑戦者の家族（一般人）も多く参戦する。ただし、問題に挑戦できるのは2人のため、応援の人は問題中バッテンマスクをつけて待機しなければならない。
結果
| 挑戦者                   | Q1         | Q2         | Q3        | Q4        | Q5         | Q6         | 獲得賞金 |
| ------------------------ | ---------- | ---------- | --------- | --------- | ---------- | ---------- | -------- |
| 吉田敬&母 応援：小杉竜一 | 100万      | 0円        |           |           |            |            | 0円      |
| 吉田敬&母 応援：小杉竜一 | 1900万没収 | 100万没収  |           |           |            |            | 0円      |
| 小島よしお&母 応援：父   | 1950万     | 800万      | 600万     | 550万     | 300万      | 0円        | 0円      |
| 小島よしお&母 応援：父   | 50万没収   | 1150万没収 | 200万没収 | 50万没収  | 250万没収  | 300万没収  | 0円      |
| 浅尾美和 潮田玲子        | 2000万     | 750万      | 250万     | 50万      | 0円        |            | 0円      |
| 浅尾美和 潮田玲子        | 全額キープ | 1250万没収 | 500万没収 | 200万没収 | 50万没収   |            | 0円      |
| 千原兄弟                 | 0円        |            |           |           |            |            | 0円      |
| 千原兄弟                 | 2000万没収 |            |           |           |            |            | 0円      |
| 佐藤かよ&兄              | 500万      | 150万      | 100万     | 50万      | 50万       | 50万       | 50万円   |
| 佐藤かよ&兄              | 1500万没収 | 350万没収  | 50万没収  | 50万没収  | 全額キープ | 全額キープ | 50万円   |

### 類似番組
『世界まる見え!テレビ特捜部』での放送から本家のフォーマットで放送される間に、他局では類似したシステムを使用した番組が放送されていた。
現金王〜キャッシュキング〜
フジテレビにて2012年7月27日26:05 - 27:05（ゴールデンブレイク枠）に放送。ディーラーとして天野ひろゆき（キャイ〜ン）が天の声で進行を務める。
ルール
4チームによるトーナメント方式。各チーム模擬紙幣500ダイバ（1ダイバ=100円の5万円相当）を持って臨む。各チーム交互に3択問題が出題。1分以内に正解だと思う選択に50ダイバ単位で所持ダイバを賭ける（所持ダイバは全て賭けなければならないが、2つないし3つに分けてかけても構わない。）。正解の選択肢に賭けたダイバはキープ。不正解の選択肢に賭けたダイバはエアシューターによって相手に渡る。
各チーム2問ずつ挑戦後、両チーム共通の最終問題に挑戦。最終問題では両チームの間に壁が出現するため相手の答えを見ることができない。また、この時点で所持ダイバが多いチームはアドバンテージとして不正解の選択肢を1つ減らされる。最終問題の清算を終えた段階で所持ダイバが多いチームが決勝進出。
決勝戦は1問勝負。所持ダイバが多いチーム（同点の場合はコイントスで決定）から3択の中から1つを選択。残る選択肢の中から後攻チームが選択する。賭け金は強制的に全額。正解したチームの優勝となる。
優勝チームはキャッシュルーレットに挑戦。獲得ダイバ全額が入ったボールをルーレットに投入。入った場所に応じて賞金が1倍（2/12）、2倍（5/12）、5倍（1/12）、10倍（1/12）、没収（3/12）に変動する。最高賞金は2000ダイバ（20万円）×10倍の200万円となる。
択
日本テレビにて2012年10月6日13:30 - 14:30（サタデーバリューフィーバー枠）に放送。ディーラーは井ノ原快彦（20th Century）
ルール
抽選で選ばれた観客1人と、3つのボックスから選んだ芸能人がペアを組んで挑戦する。なお、芸能人には賞金は入らず、獲得した賞金は全額挑戦者に与えられる。
スタート時の所持金は1本5万円の模擬ゴールドバー20本=100万円。問題は「とある対象集団にアンケートを行い、その結果がどうだったか?」を答える。問題は2択から4択になっており、相談してどの選択肢にいくら賭けるかを決定する。こちらも所持金全てを賭けなければならないが、全ての選択肢に賭けても構わない。正解すれば賭けた分をキープ。不正解の選択肢に賭けたゴールドバーはテーブルが奥に傾き没収される。
問題は7問出題。また、選択肢を見る前であればパスを使用することも可能。ただし、パスは2回まで。7問目終了時点での賞金を獲得。